# 모노니쿠스
모노니쿠스(Mononykus)는 중생대 백악기 후기(약 8,000만년 전~7,000만년 전)에 서식한 잡식공룡이다. 몽골에서 화석이 발견되었다. 전체 몸 길이는 약1m정도이고, 체중은 10kg 내외였을 것으로 추정된다. 학명은 '하나의 발톱'이라는 의미를 갖고 있다. 그래서 중국에서는 이를 '單爪龍'라고 부른다.

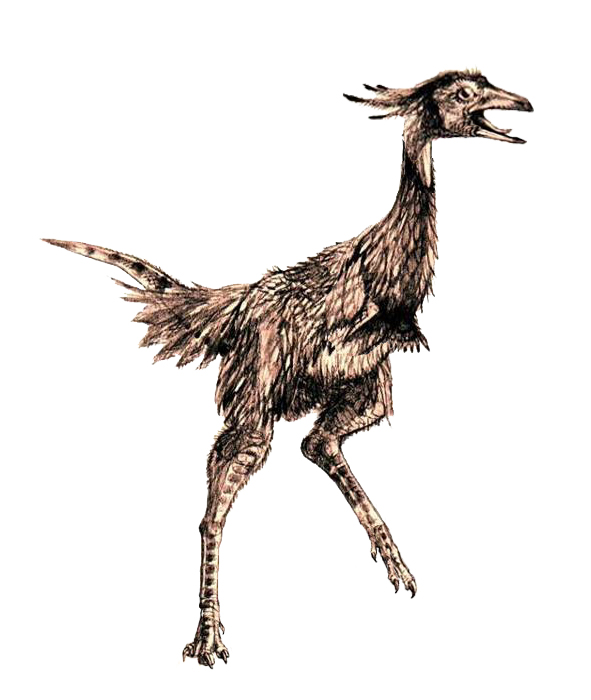
상상도1
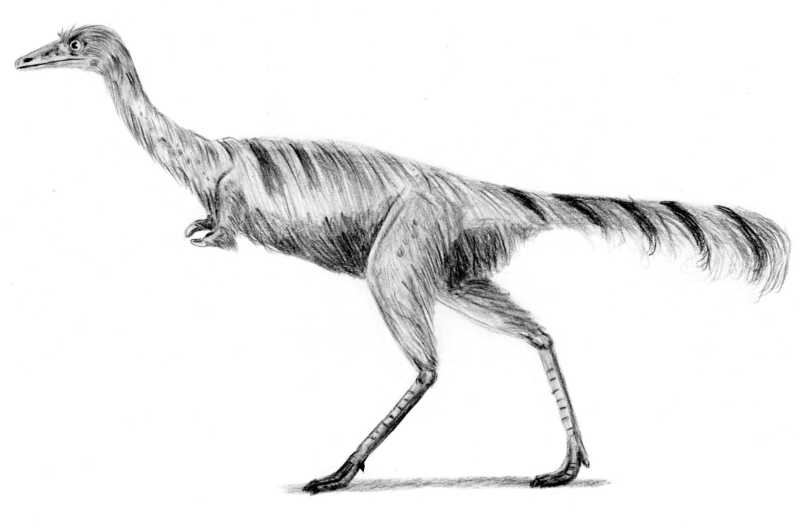
상상도2